# Комп'ютерний музей Бостона
Комп'ютерний музей Бостона було створено в 1996 році в місті Маунтін-В'ю, штат Каліфорнія, на основі експонатів Комп'ютерного музею Бостона. Спочатку колекція перебувала в Moffett Air Field (Каліфорнія) і була західною філією Комп'ютерного музею Бостона. У 1999 році музей у Бостоні закрився і його колекція була розділена між Музеєм науки в Бостоні і музеєм в Маунтін-В'ю. У 2001 році музей отримав свою сучасну назву — Музей комп'ютерної історії. У 2002 році музей переїхав до нового будинку, який раніше належав фірмі Silicon Graphics і в червні 2003 року відкрився для широкої публіки на новому місці.